# Кумыш (Пермский край)
Кумыш — посёлок станции в Пермском крае России. Входит в Лысьвенский городской округ.

## Географическое положение
Посёлок расположен в южной части Лысьвенского городского округа на расстоянии примерно 38 километров по прямой на юго-восток от города Лысьва.

## История
Основан в 1915 году во время строительства Западно-Уральской железной дороги. В 1938 году была открыта лесозаготовительная организация «Армянснаб», преобразованная в 1941 году в «Военстрой». После войны был организован Куйбышевский леспромхоз, а в дополнение к нему ещё «Ростовлес». В 50-е годы Куйбышевский леспромхоз был преобразован в Кумышанский лесопункт Свердловской железной дороги, а предприятие «Ростовлеса» было отдано Чечено-Ингушской АССР, организован был также Краснодарский леспромхоз (1957). По мере истощения сырьевых запасов леспромхозы закрывались. Последним в 1994 году закрылся Кумышанский лесопункт. 
С 2004 до 2011 года посёлок входил в Кыновское сельское поселение Лысьвенского муниципального района.

## Население
| 2010 |
| ---- |
| 223  |

Постоянное население составляло 361 человек (94 % русские) в 2002 году, 223 человека в 2010 году, 103 человека в 2020.

## Климат
Климат умеренно континентальный. Среднегодовая температура воздуха равна: +1,7 °C; продолжительность безморозного периода: 165 дней; средняя мощность снегового покрова: 50 см; средняя глубина промерзания почвы: 123 см. Устойчивый снежный покров сохраняется с первой декады ноября по последнюю декаду апреля. Средняя продолжительность снежного покрова 160—170 дней. Средняя из наибольших декадных высот снежного покрова за зиму — 50 см. Средняя максимальная температура самого жаркого месяца: +24,4 °C. Средняя температура самого холодного месяца: −17,4 °C.